# Verteuil-d’Agenais
Verteuil-d’Agenais település Franciaországban, Lot-et-Garonne megyében. Lakosainak száma 544 fő (2022. január 1.). Verteuil-d’Agenais Tourtrès, Brugnac, Coulx, Grateloup-Saint-Gayrand, Hautesvignes, Labretonie és Varès községekkel határos.

## Népesség
A település népessége az elmúlt években az alábbi módon változott:
| Lakosok száma | 709  | 545  | 549  | 490  | 583  | 591  | 607  | 569  | 550  | 544  |
|               | 1968 | 1982 | 1990 | 2006 | 2013 | 2015 | 2017 | 2019 | 2020 | 2022 |